# Camera della federazione
La Camera della federazione è la camera alta del Parlamento bicamerale dell'Etiopia, l'Assemblea parlamentare federale. Ha 112 membri.
Ciascuna Nazione, Nazionalità e Popolo deve essere rappresentata nella Camera della Federazione da almeno un membro. Ciascuna Nazione o Nazionalità sarà rappresentata da un rappresentante aggiuntivo per ogni milione di abitanti. 
I membri della Camera della Federazione sono eletti dai Consigli di Stato. I Consigli di Stato possono eleggere essi stessi rappresentanti alla Camera della Federazione, oppure possono indire elezioni per far eleggere i rappresentanti direttamente dal popolo. 

## Suddivisione dei membri per ente federato
| Ente federato                         | Numero di delegati totali | Delegati aggiunti per la popolazione |
| ------------------------------------- | ------------------------- | ------------------------------------ |
| Tigrè                                 | 8                         | 7                                    |
| Afar                                  | 2                         | 1                                    |
| Amhara                                | 21                        | 20                                   |
| Benisciangul-Gumus                    | 2                         | 1                                    |
| Oromia                                | 40                        | 38                                   |
| Harar                                 | 1                         | 0                                    |
| Somali                                | 13                        | 12                                   |
| Gambella                              | 1                         | 0                                    |
| Città autonoma di Dire Daua           | 1                         | 0                                    |
| Popoli Etiopi del Sud-Ovest           | 3                         | 2                                    |
| Sidama                                | 5                         | 4                                    |
| Nazioni, Nazionalità e Popoli del Sud | 10                        | 9                                    |
| Totale                                | 112                       |                                      |

Nota: La città autonoma di Addis Abeba è rappresentata con i rappresentanti dello Stato di Oromia.